# Сандра Буллок
Са́ндра Анне́тт Бу́ллок (англ. Sandra Annette Bullock, МФА: [ˈsændrə 'bʊlək], нар. 26 липня 1964, Арлінгтон, США) — американська акторка та продюсерка, сценаристка, режисерка, підприємиця, рестораторка й меценатка. Лауреатка премії «Оскар» в категорії «найкраща акторка», одна з найпопулярніших зірок Голлівуду. Відзначена зіркою на Голлівудській алеї слави.

## Життєпис
Народилася в околицях Вашингтона у сім'ї німкені Гельги Меєр, оперної співачки, та вчителя вокалу зі штату Алабама Джона Буллока. Має молодшу сестру Джезін, що здобула юридичну освіту. Сандра понад 12 років прожила в місті Фюрт, Німеччина, де вивчала балет, а також як обдарована вокалістка виконувала невеликі партії у виставах, в яких брала участь її мати. У Німеччині Сандра відвідувала англомовну школу й була однією з найуспішніших учениць.
Однолітки Сандри довгий час сприймали її як іноземку, не бажаючи брати до свого кола. Але Сандра завоювала серця нових знайомих, очоливши групу підтримки футбольної команди. Після школи Буллок вступила до Університету штату Північна Кароліна на юридичний факультет, однак через деякий час покинула заклад і вирушила в Нью-Йорк. Кар'єра фотомоделі та стюардеси не складалася, і Буллок підробляла офіціанткою в дешевих барах і ресторанах. Саме там вона вирішила стати акторкою і вступила на курси акторської майстерності. Через деякий час переїжджає до Лос-Анджелеса, де досягає успіху як кіноакторка.

## Кінокар'єра
Зігравши кілька ролей у так званих «поза-бродвейських» постановках, отримавши гарні відгуки критики, Буллок запрошена грати в телесеріалах. Свою першу серйозну роль виконала в комедійному серіалі «Ділова дівчина». Більш серйозної уваги досягла через три роки.

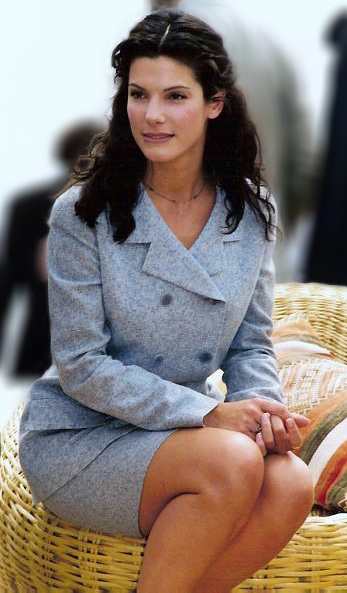
Сандра Буллок. 90-ті роки

Популярність акторки кіно Сандра Буллок завоювала у 1993 році, до котрого найвідомішими фільмами за її участі були ромком «Любовний напій № 9» і музична драма Пітера Богдановича «Те, що називають любов'ю», де Буллок грала з такими зірками, як Рівер Фенікс і Дермот Малруні.
У 1993 році вийшов фантастичний бойовик «Руйнівник», де Буллок зіграла з Сильвестром Сталлоне і Веслі Снайпсом. Фільм зустрів досить прохолодну реакцію критики та аудиторії, зібравши менше ніж 60 млн доларів у прокаті. Причому Буллок увійшла в проєкт за кілька днів до зйомок (Лора Петті відмовилася від ролі). А через кілька років Сталлоне в інтерв'ю на питання, чи хотів би він знову знятися з Буллок, відповів, що в нього на неї тепер просто не вистачить грошей.
Ситуація змінилася протягом буквально кількох років: у 1994-му Сандра Буллок знімається в ще одному бойовику голландського кінооператора Яна Де Бонта про пасажирський автобус, який не може знизити швидкість через закладений у двигун вибуховий механізм. Фільм «Швидкість» став прокатним хітом 1994 року. При скромному бюджеті в 30 мільйонів доларів стрічка зібрала у світі понад 350 мільйонів, породивши масу наслідувань і пародій, зробивши Буллок і Кіану Рівза суперзірками. Через три роки Сандра Буллок взяла участь у сиквелі фільму, але «Швидкість 2: Контроль над круїзом» став одним з фінансових провалів Голлівуду 1997 року.
Після «Швидкості» Буллок знімається в кількох фільмах, що закріплюють її статус акторки, здатної самостійно залучити глядача в кінотеатр. Комедія «Поки ти спав», трилер «Мережа» і драма «Час убивати» стали хітами не меншими за «Швидкість».
В юридичному трилері Час вбивати (1996), заснованому на однойменному романі Джона Грішема 1989 року, Буллок зіграла члена групи захисту в судовому процесі про вбивство двох чоловіків, які зґвалтували дівчинку. У фільмі також знялися Семюел Л. Джексон, Меттью Мак-Конагей та Кевін Спейсі. Акторка отримала номінацію на премію MTV Movie Award за найкращу жіночу роль.
Після «Швидкості 2» Буллок сфокусувала кар'єру на комедіях і драмах. Її успіхами кінця 90-х були сімейна драма «Проблиски надії» (1998) і комедія «Сили природи» (1999) з Беном Аффлеком. Драмеді про алкоголізм «28 днів» (2000) і містична комедія «Практична магія» (1998) не окупилися у прокаті.

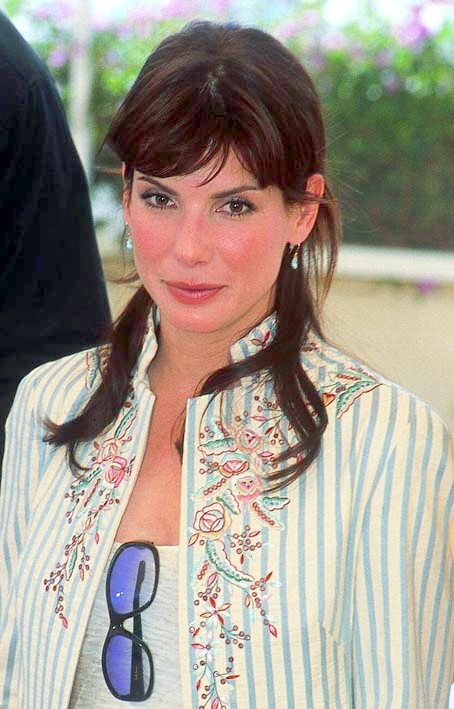
Сандра Буллок на Канському кінофестивалі (2002 рік)

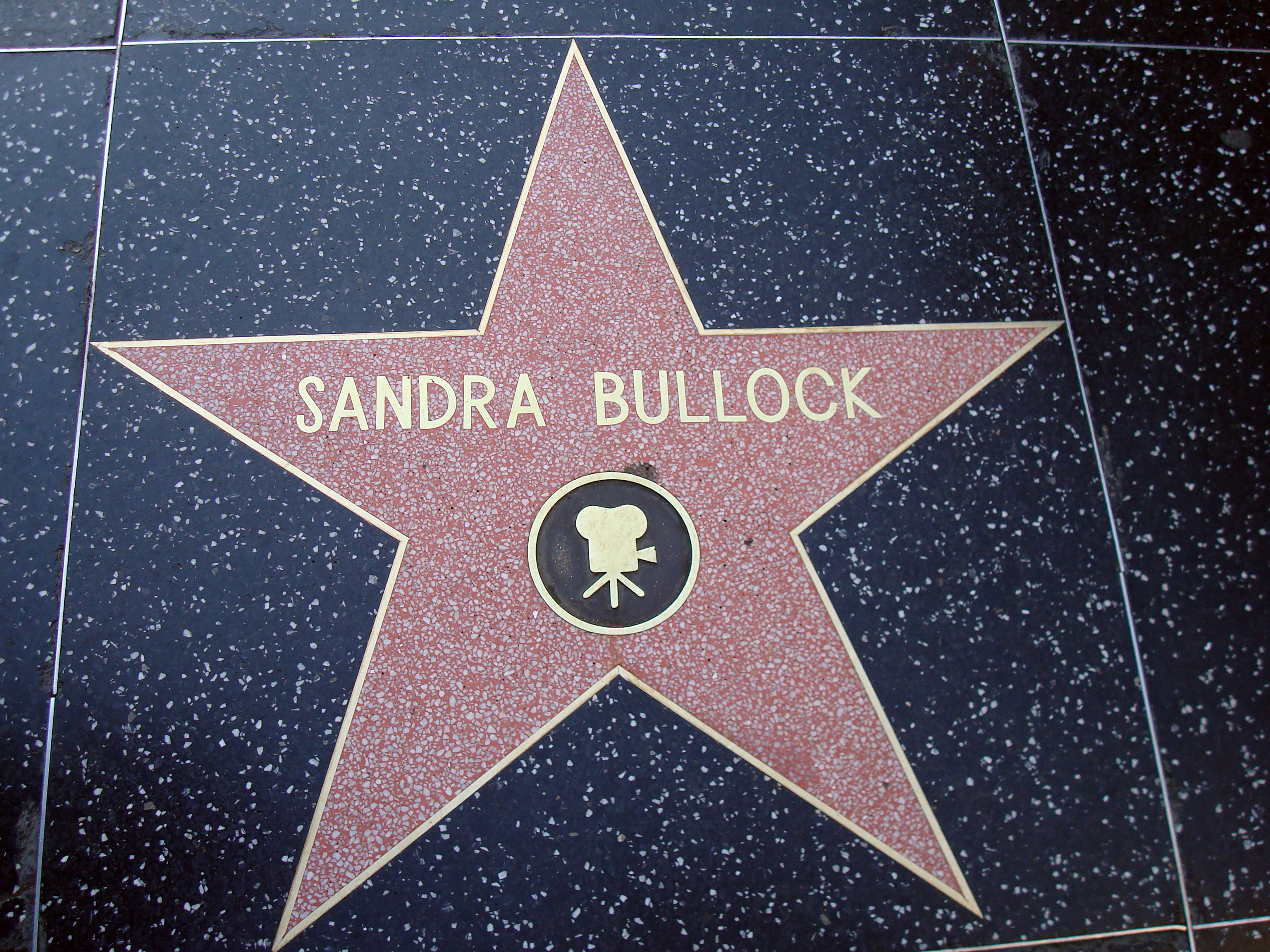
Зірка Сандри Буллок на Алеї слави в Голлівуді

З виходом у 2000 році фільму «Міс Конгеніальність» кар'єра Буллок отримала новий імпульс, вчергове підтвердивши її комедійні таланти. Фільм зібрав у світовому прокаті понад 200 млн доларів, а Буллок отримала номінацію «Золотий глобус» за роль Ґрейсі Гарт (Іди Фламменбаум). Після «Міс Конгеніальність» Буллок, на той час засновниця власної продюсерської компанії, зіграла у стрічках: «Відлік убивств», «Божественні таємниці сестричок Я-Я», касовому хіті «Кохання з повідомленням». І після виходу не дуже вдалого сиквелу «Міс Конгеніальність 2: Озброєна і легендарна» (2005) Сандра Буллок зробила заяву, що відтепер у її кар'єрі переважатимуть малобюджетні незалежні картини.
Першою такою стрічкою стала драма «Зіткнення» Пола Хеггіса. Картина, знята з бюджетом у 6,5 мільйона доларів, стала справжнім хітом прокату і принесла творцям три премії «Оскар», у тому числі і як найкраща картина 2005 року. Буллок виконала невелику роль невротичної домогосподарки, яка разом з чоловіком стала жертвою нападу автокрадіїв. Гра Буллок і колег отримала найвищі оцінки критики, акторський ансамбль здобув кілька колективних призів на різних кінооглядах і в кіногільдіях.
У рамках Венеціанського кінофестивалю 2006 року була показана картина «Безславні» про письменника Трумена Капоте в період написання роману «Холоднокровне вбивство». Буллок втілила письменницю Гарпер Лі, працюючи з Сігурні Вівер, Гвінет Пелтроу, Денієлом Крейгом, Ізабеллою Росселіні. 
У 2007 році відбулася прем'єра містичного трилера «Передчуття», де Буллок зіграла з телеактором Джуліеном Макмайоном.
У 2009 році вийшла комедія «Пропозиція», яка принесла Буллок чергову номінацію на «Золотий глобус» за роль топменеджерки компанії, яка розв'язує тривіальні проблеми з візою США через шлюб з асистентом (Раян Рейнольдс).
На 82-й церемонії нагород Кіноакадемії Сандра Буллок отримала «Оскар» за роль у фільмі «Невидима сторона» в номінації «Найкраща акторка». За день до отримання «Оскара» Буллок нагороджена премією «Золота малина» у номінації «Найгірша акторка» 2009 року — за фільм «Все про Стіва». Це зробило її першою акторкою, яка отримала «Оскар» і «Золоту малину» в один рік.
У 2013 році вийшло дві картини з Буллок у головній ролі — «Озброєні та небезпечні» та «Гравітація». У першій картині акторка комедійно втілила спецагентку Сару, а у другому фільмі виконала серйозну драматичну роль докторки-астронавтки Раян Стоун, яка опинилася в безвихідному становищі у відкритому космосі після зіткнення корабля з космічним сміттям. Критика визнала «Гравітацію» одним з найкращих фільмів 2013 року, а роботу Буллок — найсильнішою в її кар'єрі. За роль Буллок номінована на «Оскар»,  «Золотий глобус» і БАФТА.
Після невеликої перерви Сандра Буллок у 2018 році працювала у двох помітних фільмах: кримінальній комедії «Вісім подруг Оушена» та фантастичному трилері «Пташиний короб».
В іншій постановці для Netflix, драмі Нори Фінгшайдт «Непробачне» (2021), Буллок зіграла жінку, яку звільнили з в’язниці після відбування покарання за насильницький злочин. На момент випуску він став п’ятим фільмом, який найбільше транслювався на платформі.
Вона зіграла роль успішної, але депресивної письменниці романів-бестселерів у «Загубленому місті» (2022) студії Paramount Pictures, режисерами Адамом і Аароном Ні, з Ченнінгом Тейтумом і Денієлом Редкліффом. Фільм був схвально прийнятий критиками, які високо оцінили хімію між Буллок і Татумом, і зібрав 190,8 мільйона доларів у світовому прокаті.

## Особисте життя
Вільно розмовляє німецькою. Двічі жертвувала 1 млн доларів американському Червоному Хресту. Довгий час їздила на Porsche, 2004 року пересіла на Prius.
У 2005 році одружилася з телеведучим та виробником мотоциклів Джессі Джеймсом. Після отримання «Оскара» в березні 2010 року в пресу просочилися чутки про зради Джессі, які він потім підтвердив. У квітні 2010 року Сандра подала на розлучення, процес якого офіційно було завершено у червні 2010 року.
У Буллок двоє прийомних дітей — син Луї Бардо (нар. у січні 2010, усиновлений у квітні того ж року) та донька Лейла (нар. 2012, удочерена у грудні 2015 року).

## Фільмографія

### Акторка
| Рік       |    | Українська назва                             | Оригінальна назва                      | Роль                          |
| --------- | -- | -------------------------------------------- | -------------------------------------- | ----------------------------- |
| 1987      | ф  | Кат                                          | Hangmen                                | Ліза Едвардс                  |
| 1989      | тф |                                              | Bionic Showdown                        | Кейт Мейсон                   |
| 1989      | с  | Почати з чистого аркушу                      | Starting from Scratch                  | Барбара Вебстер (S1-E19)      |
| 1989      | тф | Убивство випускниці                          | The Preppie Murder                     | Стейсі                        |
| 1989      | ф  | Дурень і його гроші                          | A Fool and His Money                   | Деббі Косґроув                |
| 1989      | в  | Хто стріляв у Пета?                          | Who Shot Patakango?                    | Девлін Моран                  |
| 1990      | с  | Ділова дівчина                               | Working Girl                           | Тесс Макгілл (головна роль)   |
| 1990      | с  | Щасливі шанси                                | Lucky Chances                          | Марія (3 епізоди)             |
| 1992      | ф  | Любовний напій № 9                           | Love Potion No. 9                      | Діана Ферроу                  |
| 1993      | ф  | Зникнення                                    | The Vanishing                          | Діана Шейвер                  |
| 1993      | ф  | Вечірка в Беверлі-Гіллз                      | When the Party's Over                  | Аманда                        |
| 1993      | ф  | Те, що називають любов'ю                     | The Thing Called Love                  | Лінда                         |
| 1993      | ф  | Руйнівник                                    | Demolition Man                         | Леніна Гакслі                 |
| 1993      | ф  | Амазонка у вогні                             | Fire on the Amazon                     | Алісса Ротман                 |
| 1993      | ф  | Я боровся з Ернестом Гемінґвеєм              | Wrestling Ernest Hemingway             | Елейн                         |
| 1994      | ф  | Швидкість                                    | Speed                                  | Енні                          |
| 1994      | ф  | Кого б мені вбити?                           | Who Do I Gotta Kill?                   | Лорі                          |
| 1995      | ф  | Поки ти спав                                 | While You Were Sleeping                | Люсі                          |
| 1995      | ф  | Мережа                                       | The Net                                | Енджела Беннет                |
| 1996      | ф  | Вкрадені серця                               | Two If by Sea                          | Роз                           |
| 1996      | ф  | Час убивати                                  | A Time to Kill                         | Еллен Рурк                    |
| 1996      | ф  | У коханні та на війні                        | In Love and War                        | Агнес фон Куровскі            |
| 1997      | ф  | Швидкість 2: Контроль над круїзом            | Speed 2: Cruise Control                | Енні                          |
| 1998      | ф  | Проблиски надії                              | Hope Floats                            | Берді Прюїт                   |
| 1998      | кф | Приготування бутербродів                     | Making Sandwiches                      | Мельба Клаб                   |
| 1998      | ф  | Практична магія                              | Practical Magic                        | Саллі Оуенс                   |
| 1998      | ф  | Ласкаво просимо до Голлівуду                 | Welcome to Hollywood                   | камео                         |
| 1998      | мф | Принц Єгипту                                 | The Prince of Egypt                    | Міріам (озвучення)            |
| 1999      | ф  | Сили природи                                 | Forces of Nature                       | Сара Люїс                     |
| 2000      | ф  | Страх зброї                                  | Gun Shy                                | Джуді Тіпп                    |
| 2000      | ф  | 28 днів                                      | 28 Days                                | Ґвен Каммінгз                 |
| 2000      | ф  | Знаменитість Ліза Пікард                     | Lisa Picard Is Famous                  | камео                         |
| 2000      | ф  | Міс Конгеніальність                          | Miss Congeniality                      | Ґрейсі Гарт                   |
| 2002      | ф  | Відлік убивств                               | Murder by Numbers                      | Кейсі Мейвезер                |
| 2002      | ф  | Божественні таємниці сестричок Я-Я           | Divine Secrets of the Ya-Ya Sisterhood | Сідді                         |
| 2002      | ф  | Кохання з повідомленням                      | Two Weeks Notice                       | Люсі Келсон                   |
| 2002—2004 | с  | Джордж Лопес                                 | George Lopez                           | Емі (3 епізоди)               |
| 2004      | ф  | Зіткнення                                    | Crash                                  | Джин                          |
| 2005      | ф  | Улюбленець                                   | Loverboy                               | пані Гаркер                   |
| 2005      | ф  | Міс Конгеніальність 2: Озброєна і легендарна | Miss Congeniality 2: Armed & Fabulous  | Ґрейсі Гарт                   |
| 2006      | ф  | Будинок біля озера                           | The Lake House                         | Кейт Форстер                  |
| 2006      | ф  | Погана слава                                 | Infamous                               | Гарпер Лі                     |
| 2007      | ф  | Передчуття                                   | Premonition                            | Лінда Генсон                  |
| 2009      | ф  | Освідчення                                   | The Proposal                           | Маргарет Тейт                 |
| 2009      | ф  | Все про Стіва                                | All About Steve                        | Мері Горовіц                  |
| 2009      | ф  | Невидима сторона                             | The Blind Side                         | Лі Енн Тюї                    |
| 2011      | ф  | Страшенно голосно і неймовірно близько       | Extremely Loud and Incredibly Close    | Лінда Шелл                    |
| 2013      | ф  | Озброєні та небезпечні                       | The Heat                               | Ешберн                        |
| 2013      | ф  | Гравітація                                   | Gravity                                | доктор Раян Стоун             |
| 2013      | кф | Анінгак                                      | Aningaaq                               | доктор Раян Стоун (голос)     |
| 2015      | мф | Посіпаки                                     | Minions                                | Скарлет Противсіх (озвучення) |
| 2015      | ф  | Наш бренд — криза                            | Our Brand Is Crisis                    | Джейн                         |
| 2018      | ф  | Вісім подруг Оушена                          | Ocean's Eight                          | Деббі Оушен                   |
| 2018      | ф  | Пташиний короб                               | Bird Box                               | Мелорі                        |
| 2021      | ф  | Непрощенна                                   | The Unforgivable                       | Рут Слейтер                   |
| 2022      | ф  | Загублене місто D                            | The Lost City of D                     | Лоретта Сейдж                 |
| 2022      | ф  | Швидкісний поїзд                             | Bullet Train                           | Марія                         |
| 2026      | ф  | Практична магія 2                            | Practical Magic 2                      | Саллі Оуенс                   |

### Продюсерка, режисерка, сценаристка
| Рік       |    | Українська назва                             | Оригінальна назва                     | Роль                                |
| --------- | -- | -------------------------------------------- | ------------------------------------- | ----------------------------------- |
| 2022      | ф  |                                              | The Lost City of D                    | продюсерка                          |
| 2018      | ф  | Пташиний короб                               | Bird Box                              | виконавча продюсерка                |
| 2015      | ф  | Наш бренд — криза                            | Our Brand Is Crisis                   | виконавча продюсерка                |
| 2009      | ф  | Все про Стіва                                | All About Steve                       | продюсерка                          |
| 2009      | ф  | Освідчення / Пропозиція                      | The Proposal                          | виконавча продюсерка                |
| 2002—2007 | с  | Джордж Лопес                                 | George Lopez                          | виконавча продюсерка (120 епізодів) |
| 2005      | ф  | Міс Конгеніальність 2: Озброєна і легендарна | Miss Congeniality 2: Armed & Fabulous | продюсерка                          |
| 2004      | тф | Садбері, Онтаріо                             | Sudbury                               | виконавча продюсерка                |
| 2002      | ф  | Кохання з повідомленням                      | Two Weeks Notice                      | продюсерка                          |
| 2002      | ф  | Відлік убивств                               | Murder by Numbers                     | виконавча продюсерка                |
| 2000      | ф  | Міс Конгеніальність                          | Miss Congeniality                     | продюсерка                          |
| 2000      | ф  | Страх зброї                                  | Gun Shy                               | продюсерка                          |
| 1999      | кф | Трансгресії                                  | Trespasses                            | продюсерка                          |
| 1998      | ф  | Проблиски надії                              | Hope Floats                           | виконавча продюсерка                |
| 1998      | кф | Створення бутербродів                        | Making Sandwiches                     | режисерка                           |
| 1998      | кф | Створення бутербродів                        | Making Sandwiches                     | сценаристка                         |
| 1996      | ф  | Наш батько                                   | Our Father                            | продюсерка                          |
| 1996      | кф | Листоноша                                    | Mailman                               | виконавча продюсерка                |